# Думка (Європейський Союз)
Ду́мка (англ. Opinion), іноді також ви́сновок — акт м'якого права, виданий Радою Європейського Союзу, Європейською комісією, Європейським парламентом, Комітетом регіонів або Соціально-економічним комітетом. Думка не є юридично обов'язковою, проте вона є формою викладу офіційних позицій інституцій Європейського Союзу щодо будь-яких питань.

## Застосування
Політична значущість думки, а також авторитет Європейського Союзу мають бути гарантією того, що думки будуть дотримуватися на добровільній основі державами-членами в найближчому майбутньому.
Думки використовуються у будь-яких галузях політики. Насправді вони переважно виносяться з питань економічної політики. Наприклад, щодо Регламенту (ЄУ) № 473/2013 про загальні правила моніторингу та оцінки проєктів бюджетних планів і забезпечення виправлення надмірного дефіциту держав-членів ЄУ у зоні євро, Рада Європейського Союзу видає висновки щодо програм економічного партнерства держав-членів.
Також у контексті держави, яка подає заявку на приєднання до Європейського Союзу, Рада Європейського Союзу запрошує Європейську комісію надати свою думку щодо цієї заявки. Наприклад, 16 червня 2022 року Європейська комісія опублікувала думку щодо заявки України на членство в Європейському Союзі.
Якщо Європейський Союз захоче винести більш вимогливу та термінову думку, її інституції можуть скористається формою рекомендації.